# Kościół św. Henryka w Fürth
Kościół św. Henryka – neobarokowy kościół katolicki, znajdujący się w Fürth.

## Źródła
- Barbara Ohm: „Ein zwingendes Bedürfnis“ – Zum Bau der katholischen St. Heinrichs-Kirche vor 100 Jahren. Fürther Geschichtsblätter 4/2010